# Hráčské statistiky Naomi Ósakaové
Hráčské statistiky Naomi Ósakaové zahrnují výsledky tenisové kariéry profesionální tenistky, čtyřnásobné grandslamové vítězky a bývalé světové jedničky žebříčku WTA ve dvouhře žen.

## Finále velkých turnajů

### Grand Slam

#### Ženská dvouhra: 4 (4–0)
| Stav    | rok  | turnaj              | povrch | soupeřka ve finále  | výsledek           |
| ------- | ---- | ------------------- | ------ | ------------------- | ------------------ |
| Vítězka | 2018 | US Open             | tvrdý  | Serena Williamsová  | 6–2, 6–4           |
| Vítězka | 2019 | Australian Open     | tvrdý  | Petra Kvitová       | 7–6(7–2), 5–7, 6–4 |
| Vítězka | 2020 | US Open (2)         | tvrdý  | Viktoria Azarenková | 1–6, 6–3, 6–3      |
| Vítězka | 2021 | Australian Open (2) | tvrdý  | Jennifer Bradyová   | 6–4, 6–3           |

### WTA Premier Mandatory & 5 / WTA 1000

#### Ženská dvouhra: 5 (2–3)
| Stav       | rok  | turnaj                             | povrch | soupeřka ve finále  | výsledek      |
| ---------- | ---- | ---------------------------------- | ------ | ------------------- | ------------- |
| Vítězka    | 2018 | Indian Wells, Spojené státy        | tvrdý  | Darja Kasatkinová   | 6–3, 6–2      |
| Vítězka    | 2019 | Peking, Čína                       | tvrdý  | Ashleigh Bartyová   | 3–6, 6–3, 6–2 |
| Finalistka | 2020 | Cincinnati/New York, Spojené státy | tvrdý  | Viktoria Azarenková | bez boje      |
| Finalistka | 2022 | Miami, Spojené státy               | tvrdý  | Iga Świąteková      | 4–6, 0–6      |
| Finalistka | 2025 | Montréal, Kanada                   | tvrdý  | Victoria Mboková    | 6–2, 4–6, 1–6 |

## Postavení na žebříčku WTA
| Období na pozici světové jedničky | Období na pozici světové jedničky | Období na pozici světové jedničky | Období na pozici světové jedničky | Období na pozici světové jedničky |
| Č.                                | Den nástupu                       | Datum odchodu                     | Počet týdnů                       |                                   |
| --------------------------------- | --------------------------------- | --------------------------------- | --------------------------------- | --------------------------------- |
| 1.                                | 28. ledna 2019                    | 23. června 2019                   | 21                                |                                   |
| 2.                                | 12. srpna 2019                    | 8. září 2019                      | 4                                 |                                   |
| Celkem                            | Celkem                            | Celkem                            | 25                                |                                   |

## Finále na okruhu WTA Tour
| Legenda                                          |
| ------------------------------------------------ |
| D – dvouhra; Č – čtyřhra                         |
| Grand Slam (4–0 D)                               |
| Turnaj mistryň (0)                               |
| Premier Mandatory & Premier 5 / WTA 1000 (2–3 D) |
| Premier / WTA 500 (1–2 D)                        |
| International / WTA 250 (0–1 D)                  |

### Dvouhra: 13 (7–6)
| Stav       | č. | datum           | turnaj                                    | kategorie         | povrch | soupeřka ve finále         | výsledek           |
| ---------- | -- | --------------- | ----------------------------------------- | ----------------- | ------ | -------------------------- | ------------------ |
| Finalistka | 1. | 25. září 2016   | Tokio, Japonsko                           | Premier           | tvrdý  | Caroline Wozniacká         | 5–7, 3–6           |
| Vítězka    | 1. | 16. března 2018 | Indian Wells, Spojené státy               | Premier Mandatory | tvrdý  | Darja Kasatkinová          | 6–3, 6–2           |
| Vítězka    | 2. | 8. září 2018    | US Open, New York, Spojené státy          | Grand Slam        | tvrdý  | Serena Williamsová         | 6–2, 6–4           |
| Finalistka | 2. | 23. září 2018   | Tokio, Japonsko                           | Premier           | tvrdý  | Karolína Plíšková          | 4–6, 4–6           |
| Vítězka    | 3. | 26. ledna 2019  | Australian Open, Melbourne, Austrálie     | Grand Slam        | tvrdý  | Petra Kvitová              | 7–6(7–2), 5–7, 6–4 |
| Vítězka    | 4. | 22. září 2019   | Ósaka, Japonsko                           | Premier           | tvrdý  | Anastasija Pavljučenkovová | 6–2, 6–3           |
| Vítězka    | 5. | 6. října 2019   | Peking, Čína                              | Premier Mandatory | tvrdý  | Ashleigh Bartyová          | 3–6, 6–3, 6–2      |
| Finalistka | 3. | 29. srpna 2020  | New York, Spojené státy                   | Premier 5         | tvrdý  | Viktoria Azarenková        | bez boje           |
| Vítězka    | 6. | 12. září 2020   | US Open, New York, Spojené státy (2)      | Grand Slam        | tvrdý  | Viktoria Azarenková        | 1–6, 6–3, 6–3      |
| Vítězka    | 7. | 20. února 2021  | Australian Open, Melbourne, Austrálie (2) | Grand Slam        | tvrdý  | Jennifer Bradyová          | 6–4, 6–3           |
| Finalistka | 4. | 2. dubna 2022   | Miami, Spojené státy                      | WTA 1000          | tvrdý  | Iga Świąteková             | 4–6, 0–6           |
| Finalistka | 5. | 5. ledna 2025   | Auckland, Nový Zéland                     | WTA 250           | tvrdý  | Clara Tausonová            | 6–4, 0–0skreč      |
| Finalistka | 6. | 7. srpna 2025   | Montréal, Kanada                          | WTA 1000          | tvrdý  | Victoria Mboková           | 6–2, 4–6, 1–6      |

## Finále série WTA 125
| Legenda                  |
| ------------------------ |
| D – dvouhra; Č – čtyřhra |
| WTA 125 (1–1 D)          |

### Dvouhra: 2 (1–1)
| Stav       | č. | datum              | turnaj              | povrch | soupeřka ve finále  | výsledek            |
| ---------- | -- | ------------------ | ------------------- | ------ | ------------------- | ------------------- |
| Finalistka | 1. | 15. listopadu 2015 | Hua Hin, Thajsko    | tvrdý  | Jaroslava Švedovová | 4–6, 7–6(10–8), 4–6 |
| Vítězka    | 1. | 4. května 2025     | Saint-Malo, Francie | antuka | Kaja Juvanová       | 6–1, 7–5            |

## Finále na okruhu ITF
| Dotace turnajů okruhu ITF | Dotace turnajů okruhu ITF |
| ------------------------- | ------------------------- |
| 100 000 $ tournaments     | 80 000 $ tournaments      |
| 75 000 $ tournaments      | 60 000 $ tournaments      |
| 50 000 $ tournaments      | 25 000 $ tournaments      |
| 15 000 $ tournaments      | 10 000 $ tournaments      |

### Dvouhra: 4 (0–4)
| Stav       | č. | datum           | turnaj                       | povrch | soupeřka ve finále  | výsledek      |
| ---------- | -- | --------------- | ---------------------------- | ------ | ------------------- | ------------- |
| Finalistka | 1. | 2. června 2013  | El Paso, Spojené státy       | tvrdý  | Sanaz Marandová     | 4–6, 4–6      |
| Finalistka | 2. | 9. března 2014  | Irapuato, Mexiko             | tvrdý  | Indy de Vroomeová   | 6–3, 4–6, 1–6 |
| Finalistka | 3. | 3. května 2015  | Gifu, Japonsko               | tvrdý  | Čeng Saj-saj        | 6–3, 5–7, 4–6 |
| Finalistka | 4. | 14. června 2015 | Surbiton, Spojené království | tráva  | Vitalija Ďjačenková | 6–7(5–7), 0–6 |

## Chronologie výsledků

### Dvouhra
| Grand Slam                                             |                    |                    |                    |                    |                    |             |             |             |                    |                    |                    |                    |         |                |                |                |
| Australian Open                                        | A                  | A                  | A                  | 3. kolo            | 2. kolo            | 4. kolo     | Vítěz       | 3. kolo     | Vítěz              | 3. kolo            | A                  | 1. kolo            | 3. kolo | 2 / 9          | 26–7           |                |
| French Open                                            | A                  | A                  | A                  | 3. kolo            | 1. kolo            | 3. kolo     | 3. kolo     | A           | 2. kolo            | 1. kolo            | A                  | 2. kolo            | 1. kolo | 0 / 8          | 8–7            |                |
| Wimbledon                                              | A                  | A                  | 1Q                 | A                  | 3. kolo            | 3. kolo     | 1. kolo     | NH          | A                  | A                  | A                  | 2. kolo            | 3. kolo | 0 / 5          | 7–5            |                |
| US Open                                                | A                  | A                  | 2Q                 | 3. kolo            | 3. kolo            | Vítěz       | 4. kolo     | Vítěz       | 3. kolo            | 1. kolo            | A                  | 2. kolo            |         | 2 / 8          | 23–6           |                |
| výhry–prohry                                           | 0–0                | 0–0                | 0–0                | 6–3                | 5–4                | 14–3        | 12–3        | 9–1         | 9–1                | 2–3                | 0–0                | 3–4                | 4–3     | 4 / 30         | 64–25          |                |
| Závěrečné turnaje roku                                 |                    |                    |                    |                    |                    |             |             |             |                    |                    |                    |                    |         |                |                |                |
| Turnaj mistryň                                         | nekvalifikovala se | nekvalifikovala se | nekvalifikovala se | nekvalifikovala se | nekvalifikovala se | ZS          | ZS          | NH          | nekvalifikovala se | nekvalifikovala se | nekvalifikovala se | nekvalifikovala se |         | 0 / 2          | 1–3            |                |
| Národní reprezentace                                   |                    |                    |                    |                    |                    |             |             |             |                    |                    |                    |                    |         |                |                |                |
| Letní olympijské hry                                   | nekonaly se        | nekonaly se        | nekonaly se        | A                  | nekonaly se        | nekonaly se | nekonaly se | nekonaly se | 3. kolo            | NH                 | NH                 | 1. kolo            | NH      | 0 / 2          | 2–2            |                |
| Turnaje WTA 1000 (dříve Premier Mandatory a Premier 5) |                    |                    |                    |                    |                    |             |             |             |                    |                    |                    |                    |         |                |                |                |
| Dubaj                                                  | ne Premier 5       | ne Premier 5       | A                  | ne P5              | 2. kolo            | NP5         | 2. kolo     | NP5         | A                  | NW1                | A                  | A                  | A       | 0 / 2          | 1–2            |                |
| Dauhá                                                  | A                  | A                  | NP5                | A                  | NP5                | 2. kolo     | NP5         | A           | NW1                | A                  | NW1                | ČF                 | A       | 0 / 2          | 3–2            |                |
| Indian Wells                                           | A                  | A                  | A                  | Q2                 | 3. kolo            | Vítěz       | 4. kolo     | NH          | A                  | 2. kolo            | A                  | 3. kolo            | 1. kolo | 1 / 6          | 14–5           |                |
| Miami                                                  | A                  | A                  | A                  | 3. kolo            | 2. kolo            | 2. kolo     | 3. kolo     | NH          | ČF                 | F                  | A                  | 3. kolo            | 4. kolo | 0 / 8          | 17–8           |                |
| Madrid                                                 | A                  | A                  | A                  | Q2                 | A                  | 1. kolo     | ČF          | NH          | 2. kolo            | 2. kolo            | A                  | 2. kolo            | 1. kolo | 0 / 6          | 6–6            |                |
| Řím                                                    | A                  | A                  | A                  | A                  | 1. kolo            | 2. kolo     | ČF          | A           | 2. kolo            | A                  | A                  | 4. kolo            | 4. kolo | 0 / 6          | 9–5            |                |
| Toronto/Montreal                                       | A                  | A                  | A                  | Q1                 | 3. kolo            | 1. kolo     | ČF          | NH          | A                  | 1. kolo            | A                  | 2. kolo            | F       | 0 / 6          | 11–6           |                |
| Cincinnati                                             | A                  | A                  | A                  | Q2                 | A                  | 1. kolo     | ČF          | F           | 3. kolo            | 1. kolo            | A                  | Q2                 | A       | 0 / 5          | 7–4            |                |
| Wu-chan                                                | NH                 | A                  | A                  | A                  | 1. kolo            | A           | A           | nekonal se  | nekonal se         | nekonal se         | nekonal se         | A                  |         | 0 / 1          | 0–1            |                |
| Peking                                                 | A                  | A                  | A                  | Q1                 | 1. kolo            | SF          | Vítěz       | NH          | NH                 | NH                 | A                  | 4. kolo            |         | 1 / 4          | 13–3           |                |
| Celková statistika všech turnajů WTA Tour              |                    |                    |                    |                    |                    |             |             |             |                    |                    |                    |                    |         |                |                |                |
| Turnaje                                                | 0                  | 2                  | 2                  | 13                 | 22                 | 20          | 17          | 4           | 9                  | 10                 | 0                  | 17                 | 12      | 128            | 128            | 128            |
| Tituly                                                 | 0                  | 0                  | 0                  | 0                  | 0                  | 2           | 3           | 1           | 1                  | 0                  | 0                  | 0                  | 0       | 7              | 7              | 7              |
| Finálové účasti                                        | 0                  | 0                  | 0                  | 1                  | 0                  | 3           | 3           | 2           | 1                  | 1                  | 0                  | 0                  | 2       | 13             | 13             | 13             |
| tvrdý V–P                                              | 0–0                | 2–2                | 0–2                | 18–11              | 12–13              | 29–13       | 30–7        | 16–2        | 16–4               | 12–7               | 0–0                | 13–9               | 16–6    | 7 / 85         | 163–75         |                |
| antuka V–P                                             | 0–0                | 0–0                | 0–0                | 2–2                | 2–5                | 5–4         | 9–2         | 0–1         | 2–2                | 1–2                | 0–0                | 5–5                | 3–3     | 0 / 28         | 29–25          |                |
| tráva V–P                                              | 0–0                | 0–0                | 0–0                | 0–0                | 4–4                | 6–3         | 1–2         | 0–0         | 0–0                | 0–0                | 0–0                | 3–3                | 3–3     | 0 / 15         | 17–15          |                |
| celkem V–P                                             | 0–0                | 2–2                | 0–2                | 20–13              | 18–22              | 40–20       | 40–11       | 16–3        | 18–6               | 13–9               | 0–0                | 21–17              | 22–12   | 7 / 128        | 213–116        |                |
| % výher                                                |                    | 50 %               | 0 %                | 61 %               | 45 %               | 67 %        | 78 %        | 84 %        | 81 %               | 59 %               | –                  | 55 %               | 65 %    | 65,88 %        | 65,88 %        | 65,88 %        |
| Konečný žebříček                                       | 430.               | 250.               | 203.               | 40.                | 68.                | 5.          | 3.          | 3.          | 13.                | 42.                | –                  | 59.                |         | 21 669 421 USD | 21 669 421 USD | 21 669 421 USD |

Vysvětlivky
1. ↑  Odstoupení před 2. kolem French Open 2021 nebylo započítáno jako porážka.
2. ↑  Odstoupení před čtvrtfinále Internazionali BNL d'Italia 2019 nebylo započítáno jako porážka.
3. ↑  Odstoupení před finále Western & Southern Open 2020 nebylo započítáno jako porážka.

| Legenda | Legenda                                   | Legenda | Legenda                     |
| ------- | ----------------------------------------- | ------- | --------------------------- |
| SR      | poměr vyhraných turnajů ku všem odehraným | W–L V–P | výhry–prohry                |
| NH      | daný rok se turnaj nekonal                | A       | turnaje se hráč nezúčastnil |
| 1Q / LQ | prohra v (kole) kvalifikace               | 1k / 1R | prohra v daném kole turnaje |
| QF / ČF | prohra ve čtvrtfinále                     | SF      | prohra v semifinále         |
| F       | prohra ve finále                          | Vítěz   | vítězství v turnaji         |

## Výhry nad hráčkami Top 10
Přehled uvádí vyhrané zápasy Ósakaové ve dvouhře nad tenistkami, které v době utkání figurovaly do 10. místa žebříčku WTA.

### Přehled sezón
| Sezóna      | 2017 | 2018 | 2019 | 2020 | 2021 | 2022 | 2023 | 2024 | Celkem |
| ----------- | ---- | ---- | ---- | ---- | ---- | ---- | ---- | ---- | ------ |
| počet výher | 2    | 3    | 6    | 1    | 0    | 0    | 0    | 1    | 13     |

### Přehled výher
| Č.                                     | hráčka top 10       | WTA | turnaj                                | povrch    | fáze             | skóre              | NÓ  |
| -------------------------------------- | ------------------- | --- | ------------------------------------- | --------- | ---------------- | ------------------ | --- |
| Sezóna 2017                            |                     |     |                                       |           |                  |                    |     |
| 1.                                     | Angelique Kerberová | 6.  | US Open, New York, Spojené státy      | tvrdý     | 1. kolo          | 6–3, 6–1           | 45. |
| 2.                                     | Venus Williamsová   | 5.  | Hongkong, Čína                        | tvrdý     | 2. kolo          | 7–5, 6–2           | 64. |
| Sezóna 2018                            |                     |     |                                       |           |                  |                    |     |
| 3.                                     | Karolína Plíšková   | 5.  | Indian Wells, Spojené státy           | tvrdý     | čtvrtfinále      | 6–2, 6–3           | 44. |
| 4.                                     | Simona Halepová     | 1.  | Indian Wells, Spojené státy           | tvrdý     | semifinále       | 6–3, 6–0           | 44. |
| 5.                                     | Julia Görgesová     | 10. | Peking, Čína                          | tvrdý     | 3. kolo          | 6–1, 6–2           | 6.  |
| Sezóna 2019                            |                     |     |                                       |           |                  |                    |     |
| 6.                                     | Elina Svitolinová   | 7.  | Australian Open, Melbourne, Austrálie | tvrdý     | čtvrtfinále      | 6–4, 6–1           | 4.  |
| 7.                                     | Karolína Plíšková   | 8.  | Australian Open, Melbourne, Austrálie | tvrdý     | semifinále       | 6–2, 4–6, 6–4      | 4.  |
| 8.                                     | Petra Kvitová       | 6.  | Australian Open, Melbourne, Austrálie | tvrdý     | finále           | 7–6(7–2), 5–7, 6–4 | 4.  |
| 9.                                     | Bianca Andreescuová | 6.  | Peking, Čína                          | tvrdý     | čtvrtfinále      | 5–7, 6–3, 6–4      | 4.  |
| 10.                                    | Ashleigh Bartyová   | 1.  | Peking, Čína                          | tvrdý     | finále           | 3–6, 6–3, 6–2      | 4.  |
| 11.                                    | Petra Kvitová       | 6.  | WTA Finals, Šen-čen, Čína             | tvrdý (h) | základní skupina | 7–6(7–1), 4–6, 6–4 | 3.  |
| Sezóna 2020                            |                     |     |                                       |           |                  |                    |     |
| 12.                                    | Kiki Bertensová     | 9.  | Brisbane, Austrálie                   | tvrdý     | čtvrtfinále      | 6–3, 3–6, 6–3      | 4.  |
| Sezóna 2024                            |                     |     |                                       |           |                  |                    |     |
| 13.                                    | Jeļena Ostapenková  | 10. | US Open, New York, Spojené státy      | tvrdý     | 1. kolo          | 6–3, 6–2           | 88. |
| výhra nad úřadující světovou jedničkou |                     |     |                                       |           |                  |                    |     |

## Nasazení na Grand Slamu
| Rok  | Australian Open | French Open | Wimbledon  | US Open    |
| ---- | --------------- | ----------- | ---------- | ---------- |
| 2015 | nehrála         | nehrála     | nenasazena | nenasazena |
| 2016 | nenasazena      | nenasazena  | nehrála    | nenasazena |
| 2017 | nenasazena      | nenasazena  | nenasazena | nenasazena |
| 2018 | nenasazena      | 21.         | 18.        | 20.        |
| 2019 | 4.              | 1.          | 2.         | 1.         |
| 2020 | 3.              | nehrála     | nekonal se | 4.         |
| 2021 | 3.              | 2.          | nehrála    | 3.         |
| 2022 | 13.             | nenasazena  | nehrála    | nenasazena |
| 2023 | nehrála         | nehrála     | nehrála    | nehrála    |
| 2024 | nenasazena      | nenasazena  | nenasazena | nenasazena |